# Мало Градиште
Мало Градиште је насеље у Србији у општини Мало Црниће у Браничевском округу. Према попису из 2022. било је 246 становника.
Овде се налази Кућа Стаменке Живковић у Малом Градишту.

## Демографија
У насељу Мало Градиште живи 282 пунолетна становника, а просечна старост становништва износи 38,9 година (38,0 код мушкараца и 39,7 код жена). У насељу има 114 домаћинстава, а просечан број чланова по домаћинству је 3,31.
Ово насеље је великим делом насељено Србима (према попису из 2002. године), а у последња три пописа, примећен је пад у броју становника.
|  |

| Демографија | Демографија | Демографија |
| Година      | Становника  | Становника  |
| ----------- | ----------- | ----------- |
| 1948.       | 701         |             |
| 1953.       | 716         |             |
| 1961.       | 717         |             |
| 1971.       | 737         |             |
| 1981.       | 703         |             |
| 1991.       | 647         | 447         |
| 2002.       | 377         | 605         |
| 2011.       | 278         |             |

| Етнички састав према попису из 2002.‍ | Етнички састав према попису из 2002.‍ | Етнички састав према попису из 2002.‍ | Етнички састав према попису из 2002.‍ | Етнички састав према попису из 2002.‍ |
| ------------------------------------ | ------------------------------------ | ------------------------------------ | ------------------------------------ | ------------------------------------ |
|                                      |                                      |                                      |                                      |                                      |
| Срби                                 | Срби                                 |                                      | 358                                  | 94,96%                               |
| Румуни                               | Румуни                               |                                      | 4                                    | 1,06%                                |
| Власи                                | Власи                                |                                      | 1                                    | 0,26%                                |
| непознато                            | непознато                            |                                      | 8                                    | 2,12%                                |

| Година пописа     | 1948. | 1953. | 1961. | 1971. | 1981. | 1991. | 2002. |
| ----------------- | ----- | ----- | ----- | ----- | ----- | ----- | ----- |
| Број домаћинстава | 155   | 154   | 155   | 148   | 144   | 127   | 114   |

| Број чланова      | 1  | 2  | 3  | 4  | 5  | 6 | 7 | 8 | 9 | 10 и више | Просек |
| ----------------- | -- | -- | -- | -- | -- | - | - | - | - | --------- | ------ |
| Број домаћинстава | 20 | 22 | 20 | 25 | 14 | 8 | 5 | 0 | 0 | 0         | 3,31   |

| Пол    | Укупно | Неожењен/Неудата | Ожењен/Удата | Удовац/Удовица | Разведен/Разведена | Непознато |
| ------ | ------ | ---------------- | ------------ | -------------- | ------------------ | --------- |
| Мушки  | 136    | 22               | 90           | 22             | 2                  | 0         |
| Женски | 157    | 16               | 102          | 31             | 8                  | 0         |
| УКУПНО | 293    | 38               | 192          | 53             | 10                 | 0         |

| Пол    | Укупно                    | Пољопривреда, лов и шумарство | Рибарство                            | Вађење руде и камена | Прерађивачка индустрија       |
| ------ | ------------------------- | ----------------------------- | ------------------------------------ | -------------------- | ----------------------------- |
| Мушки  | 98                        | 95                            | 0                                    | 0                    | 0                             |
| Женски | 42                        | 40                            | 0                                    | 0                    | 0                             |
| УКУПНО | 140                       | 135                           | 0                                    | 0                    | 0                             |
| Пол    | Производња и снабдевање   | Грађевинарство                | Трговина                             | Хотели и ресторани   | Саобраћај, складиштење и везе |
| Мушки  | 0                         | 0                             | 0                                    | 0                    | 1                             |
| Женски | 0                         | 0                             | 1                                    | 0                    | 0                             |
| УКУПНО | 0                         | 0                             | 1                                    | 0                    | 1                             |
| Пол    | Финансијско посредовање   | Некретнине                    | Државна управа и одбрана             | Образовање           | Здравствени и социјални рад   |
| Мушки  | 0                         | 0                             | 0                                    | 1                    | 1                             |
| Женски | 0                         | 0                             | 1                                    | 0                    | 0                             |
| УКУПНО | 0                         | 0                             | 1                                    | 1                    | 1                             |
| Пол    | Остале услужне активности | Приватна домаћинства          | Екстериторијалне организације и тела | Непознато            | Непознато                     |
| Мушки  | 0                         | 0                             | 0                                    | 0                    | 0                             |
| Женски | 0                         | 0                             | 0                                    | 0                    | 0                             |
| УКУПНО | 0                         | 0                             | 0                                    | 0                    | 0                             |